# هالکا
آزمایشگاه فوق پیشرفته ارتباطات و نجوم (به انگلیسی: Highly Advanced Laboratory for Communications and Astronomy) که به‌صورت مخفف با نام هالکا (HALCA) از آن یاد می‌شود، یک تلسکوپ رادیویی ۸ متری و متعلق به ژاپن بود. این تلسکوپ فضایی در تاریخ ۱۲ فوریه ۱۹۹۷ به مدار زمین ارسال شد و ماموریت آن در تاریخ ۳۰ نوامبر ۲۰۰۵ خاتمه یافت. 